# Момотков, Евгений Александрович
Евге́ний Алекса́ндрович Момотко́в (20 октября 1935, Сталиногорск — 14 апреля 1998, Тула) — российский учёный и спортсмен; мастер спорта СССР международного класса.

## Биография
В 1958 году окончил Тульский горный институт по специальности «Горные инженерные электрические машины». Ассистент, старший преподаватель, с 1973 — доцент кафедры ПТМиО Тульского политехнического института. С 1975 по 1984 год — декан факультета транспортного машиностроения, в 1986—1988 заведовал кафедрой «Автомобили и автомобильное хозяйство».

### Научная деятельность
В 1970 году защитил кандидатскую диссертацию. Профессор (1997), автор 8 изобретений, более 70 научных работ в области подъемно-транспортного машиностроения, в том числе научно-методических пособий и монографий.

## Спортсмен
Мастер спорта международного класса, многократный чемпион, рекордсмен РСФСР в беге на 1000, 1500 и 5000 м, трёхкратный бронзовый призёр чемпионата СССР в беге на 1500 метров, призёр открытого чемпионата США в беге на 1 милю, участник Олимпийских игр 1960 года в Риме.

## Награды
- Орден «Знак Почёта» (1980)
- Медаль «Ветеран труда» (1989)
- Почётный гражданин Новомосковска.

## Память
В Тульском университете ежегодно 20 октября проводятся соревнования по лёгкой атлетике памяти Е. А. Момоткова.